# Ingeniería de computación y sistemas
La Ingeniería de computación y sistemas es un modo de enfoque interdisciplinario que trata de integrar la Ingeniería de sistemas y las Ciencias de la computación, con el objetivo de estudiar y comprender la realidad, con el propósito de implementar u optimizar sistemas complejos. Puede verse como la aplicación tecnológica de la teoría de sistemas a los esfuerzos de la ingeniería, adoptando en todo este trabajo el paradigma sistémico.
La carrera de Ingeniería de Computación y Sistemas se orienta a la formación de profesionales cuya labor es desarrollar sistemas de información que permitan resolver problemas.
referencias
1. ↑  UPAO (2012). «Ingeniería de computación y sistemas». Archivado desde el original el 22 de diciembre de 2013. Consultado el 1 de octubre de 2012.
2. ↑  USMP (2012). «Escuela profesional de Ingeniería de computación y sistemas». Archivado desde el original el 5 de octubre de 2012. Consultado el 1 de octubre de 2012.

- Datos: Q5916038